# Esselborn
Esselborn là một đô thị thuộc huyện Alzey-Worms, bang Rheinland-Pfalz, nước Đức. Đô thị Esselborn có diện tích 4,1 km².